# 소울슈프림
소울슈프림은 대한민국의 4인조 남성 그룹이다. 2007년에 결성하여 2013년에 정식 데뷔했다.

## 멤버

### 와니지(조성완, Jocu)
- 1989년 10월 30일 출생
- 2016년 솔로 데뷔

### 티킷(조영석)
- 1989년 5월 26일 출생
- 동아방송예술대학교 방송연예
- 2014년 솔로 데뷔

### 유병규(bang)
- 1989년 10월 20일 서울 출생
- 여주대학 실용음악과
- 2015년 솔로 데뷔

### 김도현(DOZA)
- 1991년 출생

## 전 멤버

### 두진수(Doogie, 진수)
- 1989년 출생
- 정식 데뷔 전 탈퇴
- 가수, 뮤지컬배우, 보컬트레이너
- 2015년 2인조 그룹 Doogie & Tiga Crown으로 데뷔
- 2017년 남성 팝페라 그룹 파라다이스로 데뷔

### 김응호
- 2012년 사망

## 방송
- 스타 오디션 위대한 탄생 3 (2012) - Top12

## 음반
- '위대한 탄생 3' 멘토 서바이벌 Part.1 (김태원 편) (2012)
- Christmas Baby (2013)